# 25183 Grantfisher
25183 Grantfisher este un asteroid din centura principală de asteroizi.

## Descriere
25183 Grantfisher este un asteroid din centura principală de asteroizi. A fost descoperit pe 26 septembrie 1998 la Socorro, New Mexico, în cadrul proiectului LINEAR. Asteroidul prezintă o orbită caracterizată de o semiaxă mare de 2,95 ua, o excentricitate de 0,10 și o înclinație de 1,0° în raport cu ecliptica.